# Ernesto García
José Ernesto García Castañeda (pronúncia espanhola: [eɾˈnesto ɡaɾˈsi.a]; 26 de fevereiro de 1884 – 28 de janeiro de 1955) foi um político mexicano que participou como soldado na Revolução Mexicana e na Batalha de Zacatecas, servindo sob a patente de coronel.

## Início da vida e anos militares
José Ernesto García Castañeda nasceu em 26 de fevereiro de 1884, perto de Nieves, Zacatecas, o segundo de sete filhos (e o único filho a viver até a idade adulta) de José García Ávila (c. 1855–1935) e sua primeira esposa Marciana Castañeda Samaniego (1862–1893). Ele foi batizado doze dias depois, em 9 de março, na Igreja Católica de Santa Maria de las Nieves. Depois que Castañeda morreu jovem de doença, García se casou novamente com Ignacia Balderas Martínez em 1897 e teve mais quatro filhos antes de morrer em 1901. Em 1910, a Revolução Mexicana estourou, levando a jovem García a se alistar e ajudar na causa. No total, ele participou de 29 ações militares (incluindo a Batalha de Zacatecas), subindo na hierarquia e conquistando o posto de coronel por sua coragem e bravura.

## Vida e morte posteriores
Vários dias após a Batalha de Zacatecas, ele retornou a Nieves e casou-se com Luciana Segura Burciaga (1890–1942) em 15 de julho de 1914 (que era o mesmo dia em que o Presidente Victoriano Huerta renunciou após a derrota do Exército Federal na Batalha de Zacatecas). Em 1930, García foi eleito pela primeira vez para um de vários mandatos como presidente municipal do município de Nieves (que desde 1963 é o município do General Francisco R. Murguía). Depois que Segura morreu sem ter filhos, García se casou com Rosa Hernández Delgado (1914–1978) em 10 de fevereiro de 1943, com idades entre 58 e 28, respectivamente. Durante o casamento, eles tiveram 7 filhos, 3 dos quais ainda estão vivos e moram no México a partir de 2020. Em 28 de janeiro de 1955, García morreu de pneumonia aos 70 anos. Ele está enterrado no cemitério municipal.